# Yabusame
 Der er for få eller ingen kildehenvisninger i denne artikel, hvilket er et problem. Du kan hjælpe ved at angive troværdige kilder til de påstande, som fremføres i artiklen.

Yabusame (流鏑馬, Yabusame) er en japansk form for bueskydning, hvor skytten til hest med en pil med en såkaldt "majroe-spids" skyder til måls. Yabusame stammer fra Kamakura-perioden, hvor shogun Minamoto no Yoritomo organiserede træning i bueskydning, da han så, at hans samuraier var for dårlige til dette.
Majroe-spidsen stammer fra en episode under slaget ved Yashima i 1185, hvor Genji-samuraien Nasu no Yoichi viste sin færdighed ved på meget lang afstand at skyde en pil med majroe-spids af sted og ramme den vifte, som modstanderne fra Heike-klanen havde sat op til spot.
Yabusame er både et religiøst ritual og en konkurrence som afholdes ved en række templer i blandt andet Kamakura, Tokyo og Kyoto.
Kasagake er en anden nær beslægtet rytterdisciplin  som oftest blandes sammen med yabusame, hvor de tekniske færdigheder med buen er i større fokus og de religiøse og ceremonielle aspekter ikke er nær så udprægede.